# Thomas von Blankenfelde

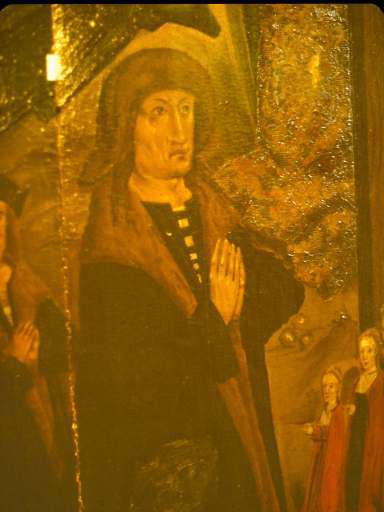
Thomas von Blankenfelde, Ausschnitt aus einem Votivbild in der Berliner Nikolaikirche

Thomas von Blankenfelde (* um 1435 in Berlin; † 22. Februar 1504 ebenda) war Handelsherr und Berliner Bürgermeister. Er stammt aus dem Berliner Patrizier- und Ratsgeschlecht Blankenfelde, aus dem insgesamt sieben Berliner Bürgermeister hervorgingen. 1453 besuchte er die Leipziger Universität.

## Bürgermeister
Auch sein Vater Wilhelm von Blankenfelde war bereits Berliner Bürgermeister. Er selbst hatte das oberste Staatsamt in den Jahren 1481/1482, 1483/1484, 1485/1486, 1487/1488, 1489/1490, 1491/1492 und 1493/1494 im obligatorischen jährlichen Wechsel inne.

## Kaufmann

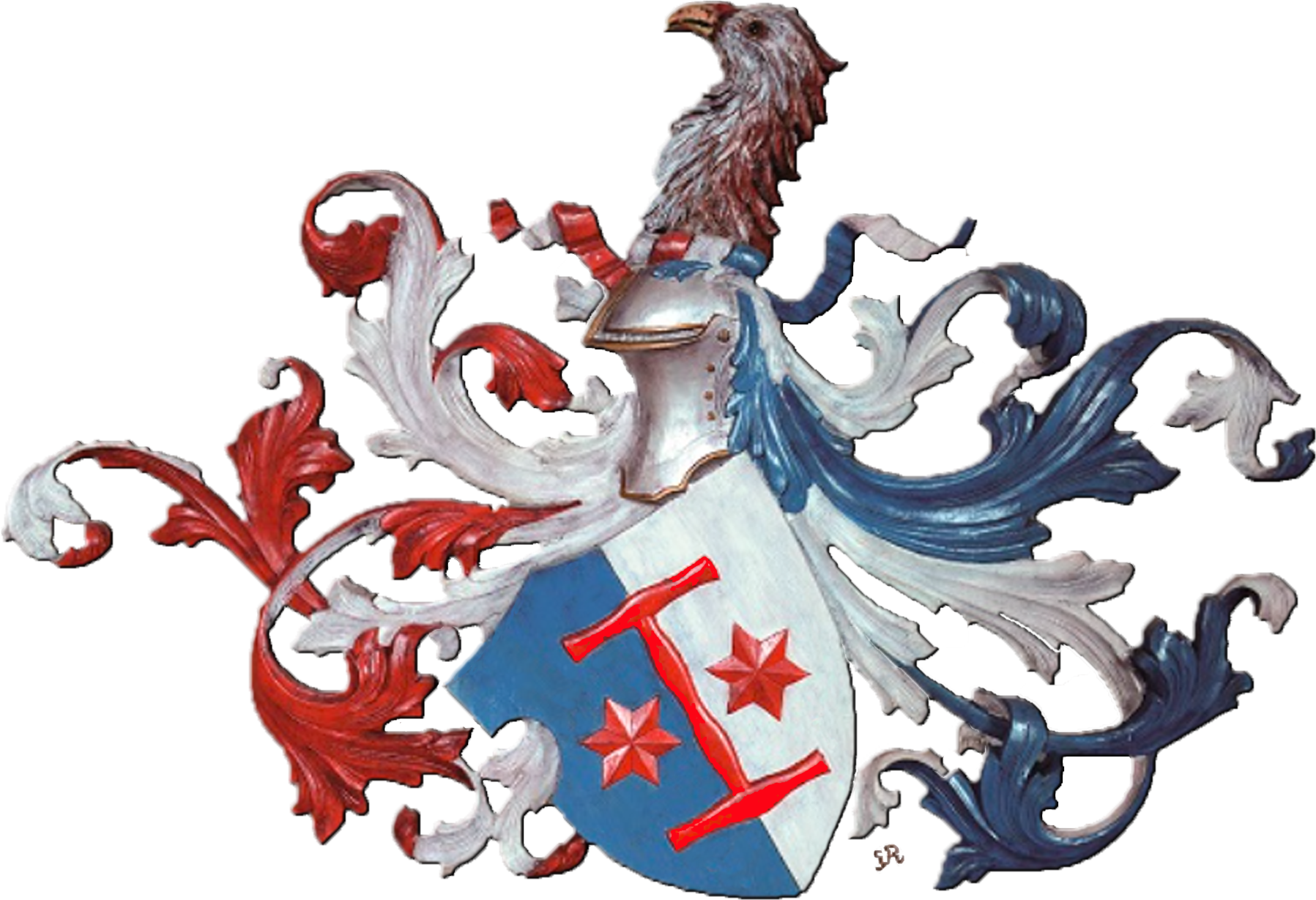
Wappenschild des Adelsgeschlechts von Blankenfelde

Unter den alten Patrizierfamilien war Blankenfelde der erste Kaufmann „großen Stils“ in der Mark Brandenburg. Er handelte vorwiegend mit Getreide-, Leinwand- und Luxuswaren, betrieb aber auch Kommissions-, Speditions- und Bankgeschäfte. Sein Handel erstreckte sich bis nach Flandern, Süddeutschland und in den Hanseraum um Danzig.
Auch mit den Kurfürsten Friedrich II. Eisenzahn, Albrecht Achilles, Johann Cicero und Joachim I. Nestor und den Herzögen von Mecklenburg und von Anhalt hatte er rege geschäftliche Beziehungen. Er war ihr Hoflieferant und Hauptgläubiger. So wurde er zum größten Kaufmann und einem der wohlhabendsten Bürger der Stadt Berlin und der Mark.
Auch an den Heerzügen der Kurfürsten nahm er teil. Als 1465 Friedrich II. Eisenzahn mit seinen Truppen im Verlauf des Stettiner Erbfolgekrieges vor Angermünde lag, befehligte Thomas Blankenfelde die Reiter der Stadt Cölln „rechter Hand vom kurfürstlichen Banner in erster Reihe neben dem Markgrafen“.

## Besitz
Schon ein halbes Jahr nach dem Tode seines Vaters bekam Blankenfelde im Februar 1475 ein Drittel des väterlichen Familienbesitzes (die beiden Häuser in Berlin, die Lehnsgüter in Pankow, Kaulsdorf und Groß-Ziethen). Außerdem war er Lehns- und Grundherr in Seefeld. 1476 erwarb er weitere Renten und Eigentum in weiteren Dörfern um Berlin, wie Reetz, Marzahn, Hohenfinow, Groß-Ziethen und Löhme. 1477 kaufte er das halbe Dorf Wittstock von Bernd von Torgau. 1486 wurde er mit dem Freihof in Weißensee belehnt. 1490 erwarb er einen Teil von Ahrensfelde von Hans Strohband.

## Familie

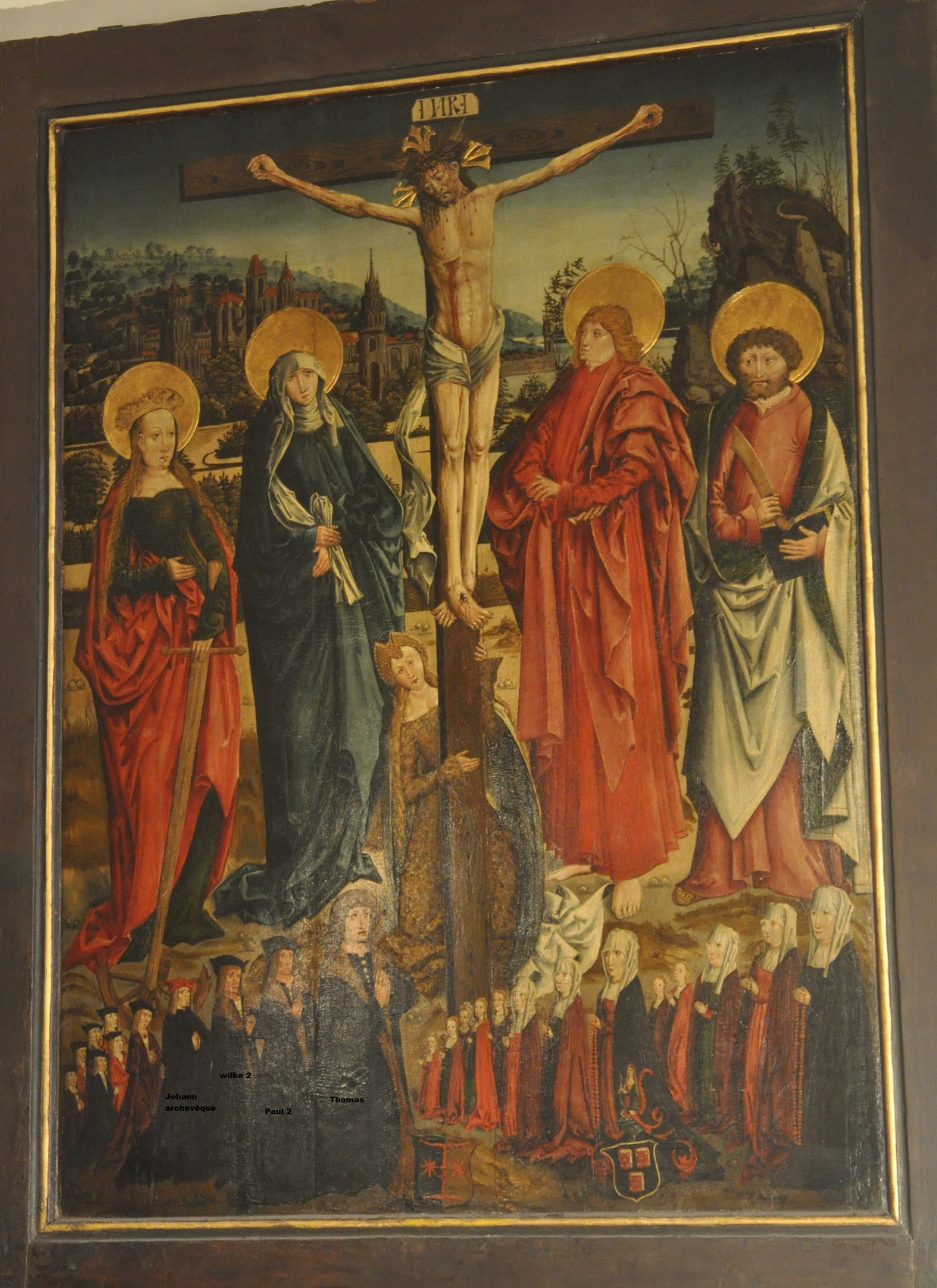
Vater Thomas Blankenfelde (der erste in der Gruppe unten links) mit seinen Söhnen Paul, Wilke, Johannes und weiteren

Blankenfelde war zweimal verheiratet und hatte 10 Söhne (6 davon ließ er studieren) und 11 Töchter. Dies wird aus einem Votivbild geschlossen, das sich in der Berliner Marienkirche befinden soll.
- Seine erste Ehefrau war vermutlich eine Tochter Heinrich Strohbands, eines Sohnes des Berliner Bürgermeisters Henning Strohband. Dies wird begründet mit der damals üblichen Konstellation der vier Wappen im Kapitell des Blankenfelder Hauses in der Spandauer Straße 49 (heute in der Nikolaikirche zu besichtigen), von denen eines das der Familie Strohband ist.

Aus dieser Ehe stammen die beiden Söhne Paul Heinrich (1460–1532) und Wilhelm (1465–1536), beide wurden Kaufleute, und vier Töchter.
- Seine zweite Ehefrau war vermutlich Margarete von Buchholz (1454–1531). Der Vorname ist historisch belegt. Da ihr auf dem Votivbild das Wappen der damals in Frankfurt (Oder) ansässigen Patrizierfamilie Buchholz mit drei in rot gebundenen Büchern in blauem Feld zugeordnet ist, wird vermutet, dass sie eine geborene Buchholz ist.

Aus dieser Ehe stammten sieben Töchter und acht Söhne, u. a. Johann II. von Blankenfelde, der später Erzbischof von Riga wurde. Margarete führte die Geschäfte ihres Gatten umsichtig und tatkräftig weiter. In ihren begabten Sohn Johann investierte sie insgesamt 1870 Gulden. Sie überlebte ihren Gatten um mehr als 27 Jahre.